# Conurbación Maldonado-Punta del Este
Las ciudades uruguayas de Maldonado y Punta del Este conforman una conurbación al sur del departamento de Maldonado. Sumadas a otras localidades como San Carlos o Punta Ballena, suponen un área donde residen casi 200 000 habitantes.
Según algunos estudios, la ciudad de San Carlos es parte de esta conurbación, aunque a Maldonado y San Carlos los separa un espacio suburbano y rural. Ha adquirido las denominaciones Mal-Pun-San o Bosque del Este. En sí, estas tres ciudades son las arterias de una red urbana que se extiende también hacia el oeste hasta Portezuelo, y al este hasta Balneario Buenos Aires. 
Es una de las conurbaciones más grandes del país y con mayor crecimiento demográfico y urbanístico. Entre los factores que motivaron el crecimiento de esta conurbación, se destacan las oportunidades laborales de las décadas de los años '80 y '90, la demanda de servicios relacionados con el turismo, y el boom de la construcción. Entre 2011 y 2023, el departamento agregó más de 40.000 habitantes.

## Localidades
| Cuadro de Población |                    |
| --- | ------------------ |
| \| Localidad censal \| Habitantes en 2023 \| \| ---------------------- \| ------------------ \| \| Maldonado \| 102 000 \| \| San Carlos \| 30 293 \| \| Punta del Este \| 18 193 \| \| Balneario Buenos Aires \| 4 612 \| \| Barrio Hipódromo \| 3 322 \| \| El Tesoro \| 2 888 \| \| Punta Ballena \| 1 888 \| \| La Barra \| 1 229 \| \| El Chorro \| 1 168 \| \| Manantiales \| 364 \| \| Canteras de Marelli \| 225 \| \| Parque Medina \| 166 \| \| Chihuahua \| 142 \| \| Laguna Blanca \| 75 \| \| El Quijote \| 62 \| \| Total \| 166 643 \| |                    |
| Localidad censal | Habitantes en 2023 |
| Maldonado | 102 000            |
| San Carlos | 30 293             |
| Punta del Este | 18 193             |
| Balneario Buenos Aires | 4 612              |
| Barrio Hipódromo | 3 322              |
| El Tesoro | 2 888              |
| Punta Ballena | 1 888              |
| La Barra | 1 229              |
| El Chorro | 1 168              |
| Manantiales | 364                |
| Canteras de Marelli | 225                |
| Parque Medina | 166                |
| Chihuahua | 142                |
| Laguna Blanca | 75                 |
| El Quijote | 62                 |
| Total | 166 643            |

Según el Instituto Nacional de Estadística (INE), el cual divide a la urbanización en varias localidades censales, la población conjunta de las ciudades de Maldonado y Punta del Este es de 120 193 habitantes (al 31 de mayo de 2023).
También se puede considerar como un mismo mercado laboral y económico a localidades que están ya conurbadas, como Barrio Hipódromo o La Barra, así como otras en su zona de influencia, a pesar de no estar totalmente unidas urbanísticamente, como San Carlos o El Quijote.
- Al norte de Maldonado, a 14 kilómetros por la Ruta 39, se encuentra la ciudad de San Carlos, la cual tiene relativa importancia agropecuaria y cultural, y en algunos casos oficia como ciudad-dormitorio para Maldonado y Punta del Este. La ciudad de Maldonado avanza hacia el norte, construyendo nuevos edificios y galpones industriales y de almacenaje. A su vez esta ciudad tiene una parte significativa de su población trabajando en las otras ciudades. Por la Ruta 39 también se ubican otras localidades, como Barrio Hipódromo y Canteras de Marelli.

- Al este de Punta del Este, por Rambla Brava y Ruta 10, se hallan varios balnearios turísticos de gran influencia, como La Barra, Manantiales y José Ignacio.

- Al oeste de Maldonado, por Rambla Mansa y Ruta Interbalnearia, están ubicadas Punta Ballena y Portezuelo, junto a otras pequeñas localidades.

En su sentido más amplio, la población de esta región superaría los 170 000 habitantes en 2025, aproximadamente el 80% del total del departamento.